# Japan (Epcot)

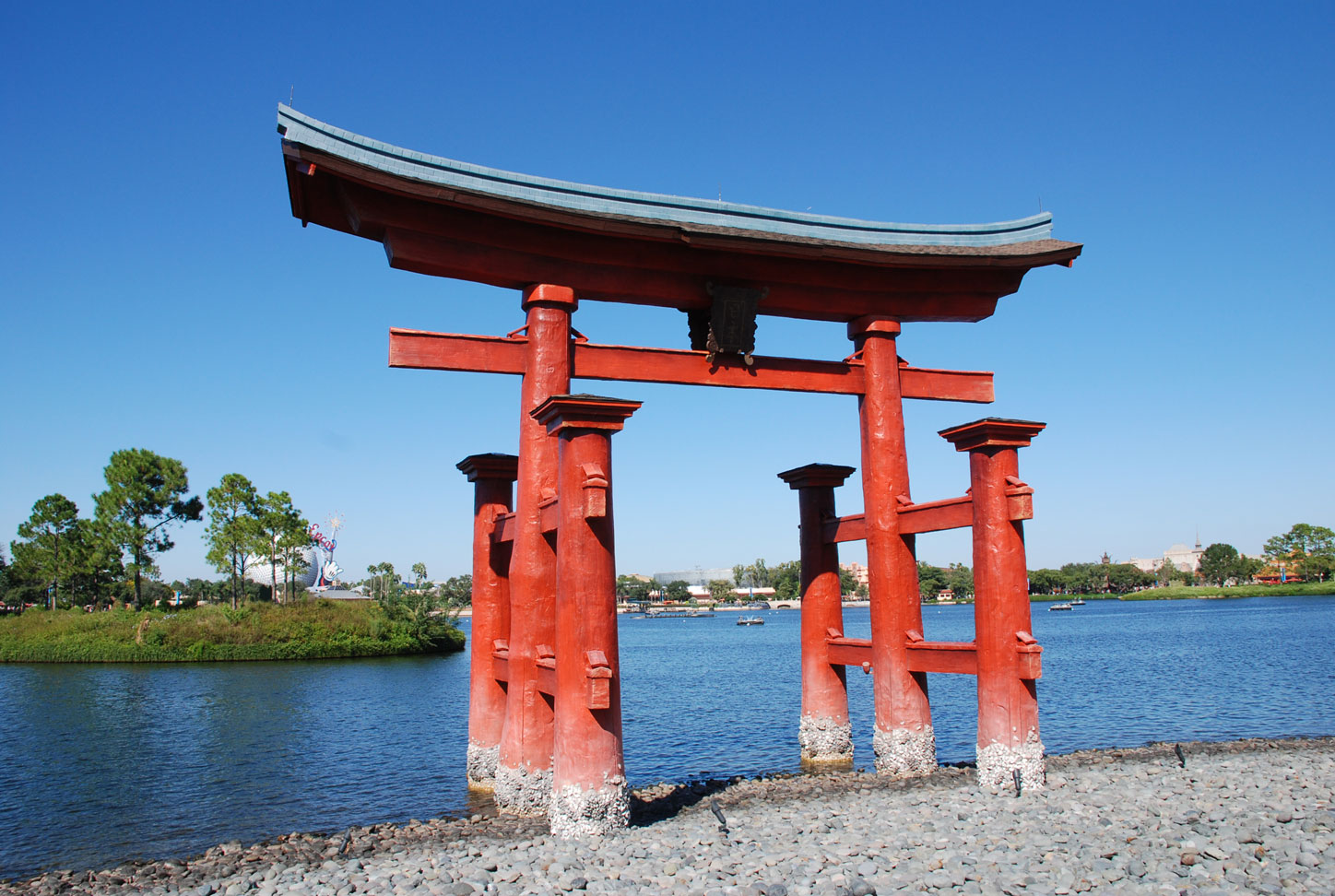
De torii vóór het paviljoen

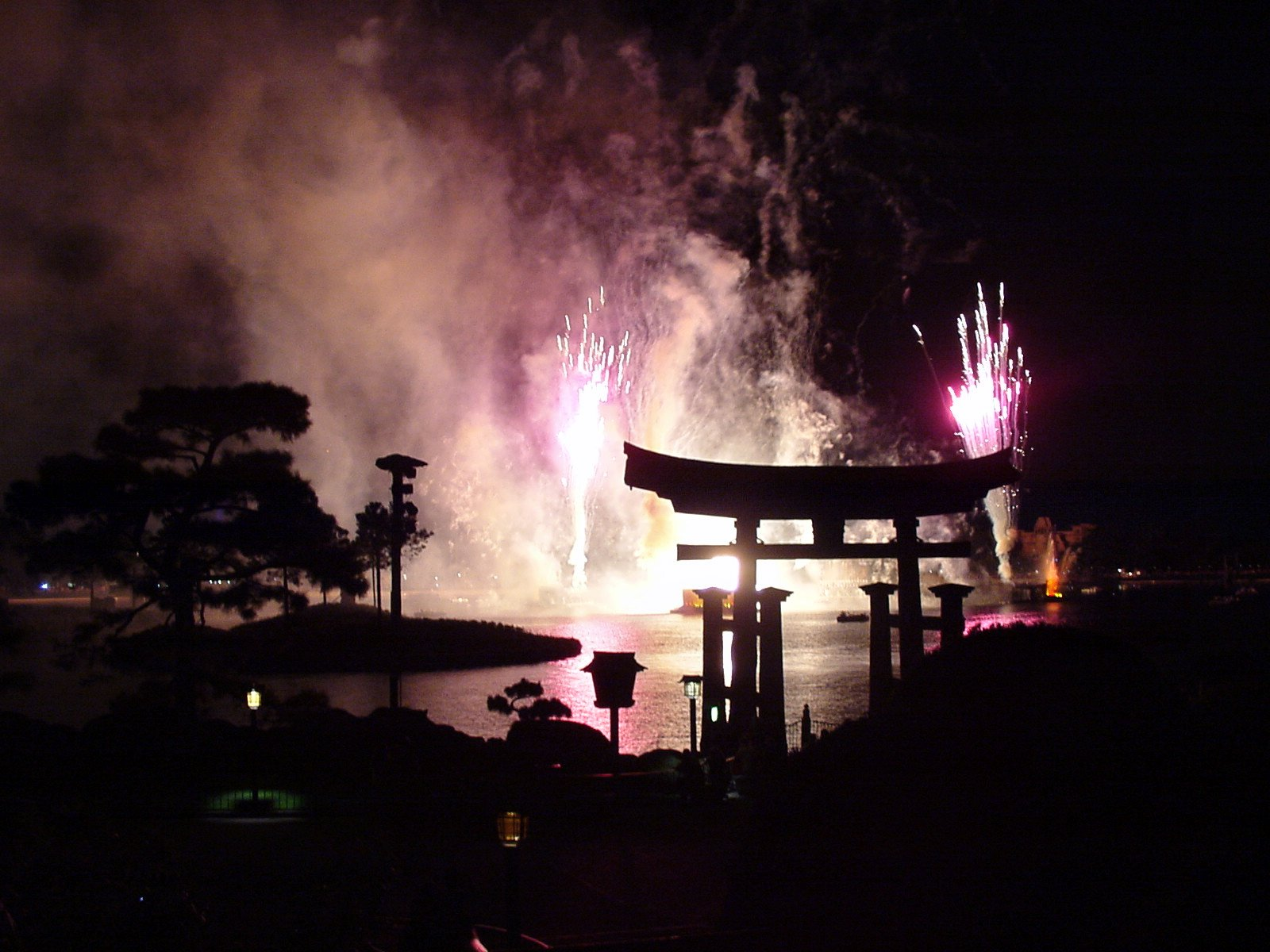
IllumiNations: Reflections of the Earth gezien vanaf het Japanse paviljoen

Het paviljoen van Japan is een onderdeel van de World Showcase in Epcot in het Walt Disney World Resort in Florida en werd geopend op 1 oktober 1982, tezamen met het park zelf.

## Geschiedenis
Het Japanse paviljoen is een van de originele World Showcase-paviljoenen en stond al op de planning vanaf de late jaren 70. Er zijn veel attracties en een show voorgesteld voor het paviljoen, maar deze plannen zijn er niet doorgekomen. De film Meet the World was een van die geplande attracties. Voor Epcot heeft ook deze film het niet gehaald, maar hij is later wel in Tokyo Disneyland vertoond. De reden dat hij niet in Epcot is verschenen, is omdat het management van Disney dacht dat deze film veel veteranen uit de Tweede Wereldoorlog van streek zou maken. Omdat de film pas zeer laat van de baan werd gehaald, is het theater ervoor wel gebouwd, maar nooit in gebruik genomen.
Een andere geplande attractie, die gebaseerd was op de Matterhorn Bobsleds in het Disneyland Park in Anaheim, was Mt. Fuji. Op één punt in de baan zou dan Godzilla of een andere hagedis de bezoekers aanvallen. Wat betreft de sponsoring van deze attractie was Fujifilm in de vroege jaren 90 een van de geïnteresseerden. Kodak heeft Disney er echter van overtuigd om niet voor de sponsoring door Fujifilm te kiezen. Door deze reden is de attractie er nooit gekomen.
Nog een geplande attractie voor het paviljoen was een walkthrough-versie van een circle-vision 360°-film. Bezoekers zouden in een shinkansen stappen en vervolgens door de ramen van de trein een film kunnen zien waarin het landschap van Japan aan het licht kwam. Het voertuig zou middels trillingen dan een echte treinreis moeten simuleren. Deze attractie is er eveneens nooit doorgekomen.

## Beschrijving
Het paviljoen van Japan is te betreden via een Japanse pagode en is min of meer een samenraapsel van typisch Japanse gebouwen. Vóór het paviljoen staat in het World Showcase Lagoon een replica van de torii in het Itsukushima-schrijn. De binnenplaats van het paviljoen biedt onder andere plaats aan een Japans kasteel met daar rondomheen een slotgracht. In het kasteel is de Bujitsu-kan Gallery te vinden, waar op dit moment een tentoonstelling rondom de Japanse kawaii-cultuur te bezichtigen is. Verder zijn er in en rondom het paviljoen verschillende poeltjes en Japanse tuinen te vinden.
Aan de binnenplaat van het paviljoen is onder meer de Mitsukoshi department store te vinden, een van de winkels van het internationale bedrijf Mitskukoshi. Deze winkel verkoopt verschillende Japanse producten, waaronder kleding, juwelen, boeken, manga, anime-producten (zoals posters) en speelgoed. Het grootste gedeelte van de winkel bestaat uit een afdeling met producten uit de Japanse popcultuur, gezien de steeds grotere interesse in deze producten door Amerikanen.
Het in een replica van een 16e-eeuws theehuis gevestigde Yakitori House is een eettentje dat snelle en kleine, Japanse gerechten verkoopt. Ook is er het Teppan Edo-restaurant, waar koks het eten voor de neus van de bezoekers bereiden op een teppanyaki. Ten slotte is er ook nog het Tokyo Dining-restaurant te vinden, waar men typisch Japanse gerechten kan eten zoals bijvoorbeeld sushi.
In het paviljoen is regelmatig entertainment te vinden. Zo is er de Japanse artieste Miyuki, die kunst maakt van snoep. Tevens is er in het paviljoen geregeld de Matsuriza-groep te vinden, een groep van taiko-drummers en verhalenvertellers, die hun optredens vóór de pagode houden.

## Faciliteiten

### Attracties
- Bujitsu-kan Gallery

### Entertainment
- Miyuki
- Matsuriza

### Eetgelegenheden
- Yakitori House
- Teppan Edo
- Tokyo Dining

### Winkels
- Mitsukoshi department store

## Trivia
- Van de 15 Japanse snoepartiesten op dit moment, is Miyuki de enige vrouwelijke.
- De werknemers in het paviljoen die in contact komen met de gasten komen oorspronkelijk uit Japan zelf. Disney regelt via haar internationale programma's dat werknemers bij haar paviljoens ook de nationaliteit hebben van dat paviljoen.[3]